# Ivanildo Cassamá
Ivanildo Soares Cassamá (Bissau, 9 de Janeiro de 1986) é um futebolista da Guiné-Bissau, que joga habitualmente a avançado.
Ivanildo chegou ao FC Porto em 1997, aos nove anos, após ter sido descoberto por um treinador das camadas jovens portista, que viajou até África com o objectivo de descobrir novos talentos.
Percorreu as camadas jovens do clube, jogou na equipa B e foi chamado pela primeira vez ao plantel principal por Víctor Fernández. Na época 2005/2006 foi campeão nacional e ganhou a Taça de Portugal pela mão de Co Adriaanse. No entanto jogou poucas vezes e para jogar com mais assiduidade foi emprestado à União Desportiva de Leiria, na época 2006/2007, e à Académica, na época 2007/2008.
No início da época 2009/2010 rescindiu o contrato que o ligava com o Futebol Clube do Porto e assinou pelo Portimonense Sporting Clube.

## Curiosidades
- Ivanildo estreou-se na Primeira Divisão a 13 de Fevereiro de 2005, num jogo entre o FC Porto e o Vitória de Guimarães que terminou empatado a zero golos.
- Os seus maiores ídolos no futebol são Zinedine Zidane, Ronaldinho Gaúcho e Thierry Henry.
- Para Ivanildo o defesa mais difícil de superar é José Bosingwa.
- O seu maior sonho enquanto futebolista é chegar à selecção principal Guiné-Bissau, estar num clube de top,* Ivanildo estreou-se na selecção principal Guiné-Bissau a 11 de Outubro de 2010
- Fora das quatro linhas revela ser uma pessoa muito extrovertida, divertida e amigo do seu amigo. Além disso é muito caseiro passando muita tempo a jogar na Playstation 2
- Futuro Figo.